# Gare de Montfort-sur-Meu
Pour les articles homonymes, voir Gare de Montfort.
La gare de Montfort-sur-Meu est une gare ferroviaire française de la ligne de Paris-Montparnasse à Brest, située sur le territoire de la commune de Montfort-sur-Meu, dans le département d'Ille-et-Vilaine en région Bretagne.
La station est mise en service en 1863 par la Compagnie des chemins de fer de l'Ouest.
C'est une gare de la Société nationale des chemins de fer français (SNCF) desservie par des trains express régionaux TER Bretagne. Elle est à 22 kilomètres de la gare de Rennes.

## Situation ferroviaire
Établie à 42 mètres d'altitude, la gare de Montfort-sur-Meu est située au point kilométrique (PK) 395,5 de la ligne de Paris-Montparnasse à Brest, entre les gares de Breteil et de Montauban-de-Bretagne.

## Histoire
La station de Montfort-sur-Meu est mise en service le 7 septembre 1863 par la Compagnie des chemins de fer de l'Ouest, lorsqu'elle ouvre à l'exploitation la section de Rennes à Guingamp de sa ligne de Rennes à Brest.
Établie à 22 kilomètres à l'ouest de Rennes, cette deuxième station intermédiaire est située à l'est de la ville de Montfort, chef-lieu d'arrondissement du département d'Ille-et-Vilaine, qui compte 1 800 habitants. Elle se situe également à l'embranchement de la route départementale de Plélan à Combourg avec la route impériale de Rennes à Pontivy. Elle dispose d'un bâtiment voyageurs dû à la Compagnie de l'Ouest, bien que la ligne ait été construite par l'État. Elle dessert les communes de Breteil, Pleumeleuc, Romillé, Bédée, Iffendic et Talensac.

Installations vers 1900
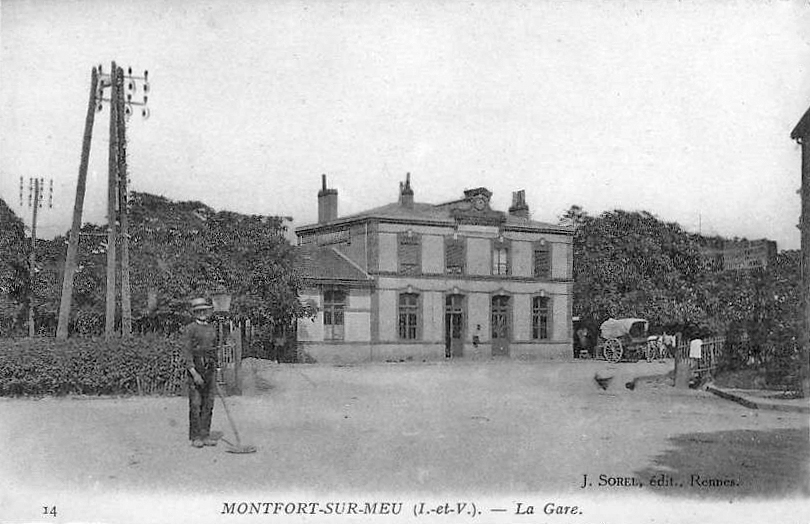
Bâtiment et cour voyageurs.
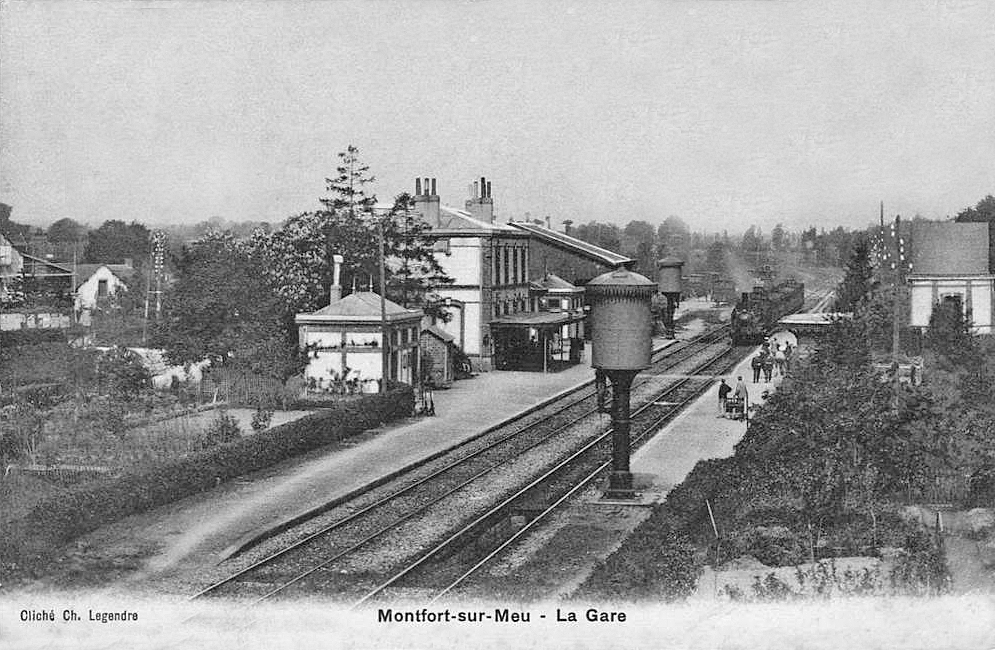
Voies et quais.

Pendant la Seconde Guerre mondiale, le bâtiment voyageurs, construit par la compagnie de l'Ouest, est détruit lors des bombardements du quartier de la gare en 1944.
Après la fin du conflit, dans les années 1950, un nouveau bâtiment voyageurs est construit en schiste et béton.
En 2013, la fréquentation de la gare est de « 315 000 voyages en départ ou en arrivée ».
Du fait de cette augmentation de sa fréquentation, mais aussi de sa desserte, la gare est l'objet d'importants travaux durant cette année. Le 21 janvier 2014 a lieu l'inauguration des nouvelles installations permettant l'accessibilité des personnes à mobilité réduite. Elles comprennent : un passage souterrain équipé d'ascenseurs, qui remplace l'ancien passage de niveau planchéié, la reprise des quais aménagés pour l'accessibilité, le renouvellement du mobilier (notamment des abris),.

## Fréquentation à partir de 2015
De 2015 à 2023, selon les estimations de la SNCF, la fréquentation annuelle de la gare s'élève aux nombres indiqués dans le tableau ci-dessous.
| Année                      | 2015    | 2016    | 2017    | 2018    | 2019    | 2020    | 2021    | 2022    |
| -------------------------- | ------- | ------- | ------- | ------- | ------- | ------- | ------- | ------- |
| Voyageurs                  | 317 441 | 321 844 | 344 458 | 361 647 | 417 962 | 291 403 | 323 466 | 493 201 |
| Voyageurs et non voyageurs | 396 801 | 402 305 | 430 572 | 452 059 | 522 453 | 364 254 | 404 333 | 616 502 |

| Année                      | 2023    |
| -------------------------- | ------- |
| Voyageurs                  | 586 031 |
| Voyageurs et non voyageurs | 732 539 |

## Service des voyageurs

### Accueil
Gare SNCF, elle dispose d'un bâtiment voyageurs, sans guichet. Elle est équipée d'automates pour l'achat de titres de transport TER.

### Desserte
Montfort-sur-Meu est une gare régionale desservie par des trains TER Bretagne de la relation Rennes – La Brohinière – Saint-Brieuc.

### Intermodalité
Un parc pour les vélos de vingt places (abri sécurisé gratuit pour les porteurs d'une carte KorriGo) et un parking pour les véhicules y sont aménagés.